# Come Find Yourself
Az 1996-os Come Find Yourself a Fun Lovin' Criminals első nagylemeze. A Billboard 200-on a 144. helyig jutott. Eredményesebb volt a Billboard Heatseekers listán, ahol a 4. helyig jutott. Szerepel az 1001 lemez, amit hallanod kell, mielőtt meghalsz című könyvben.

## Az album dalai
|     | Cím                                      | Szerző(k)             | Hossz |
| --- | ---------------------------------------- | --------------------- | ----- |
| 1.  | The Fun Lovin' Criminal                  | Fun Lovin' Criminals  | 3:11  |
| 2.  | Passive/Aggressive                       | Fun Lovin' Criminals  | 3:33  |
| 3.  | The Grave and the Constant               | Fun Lovin' Criminals  | 4:46  |
| 4.  | Scooby Snacks                            | Fun Lovin' Criminals  | 3:04  |
| 5.  | Smoke 'Em                                | Fun Lovin' Criminals  | 4:45  |
| 6.  | Bombin' the L                            | Fun Lovin' Criminals  | 3:51  |
| 7.  | I Can't Get with That                    | Fun Lovin' Criminals  | 4:24  |
| 8.  | King of New York                         | Fun Lovin' Criminals  | 3:46  |
| 9.  | We Have All the Time in the World        | John Barry, Hal David | 3:41  |
| 10. | Bear Hug                                 | Fun Lovin' Criminals  | 3:27  |
| 11. | Come Find Yourself                       | Fun Lovin' Criminals  | 4:19  |
| 12. | Crime and Punishment                     | Fun Lovin' Criminals  | 3:19  |
| 13. | Methadonia                               | Fun Lovin' Criminals  | 4:04  |
| 14. | I Can't Get with That (Schmoove version) | Fun Lovin' Criminals  | 5:34  |
| 15. | Coney Island Girl                        | Fun Lovin' Criminals  | 1:28  |

## Közreműködők
- Fun Lovin' Criminals – előadók, producerek
- Tim Latham – hangmérnök

## Fordítás
Ez a szócikk részben vagy egészben a Come Find Yourself című angol Wikipédia-szócikk ezen változatának fordításán alapul.  Az eredeti cikk szerkesztőit annak laptörténete sorolja fel. Ez a jelzés csupán a megfogalmazás eredetét és a szerzői jogokat jelzi, nem szolgál a cikkben szereplő információk forrásmegjelöléseként.